# Республика Сонора
Республика Сонора — непризнанное федеративное государство, существовавшее в 1853-1854 годах под управлением американского авантюриста Уильяма Уокера. Государство занимало территории Нижней Калифорнии и претендовала на территории Соноры, которые никогда не контролировала. Действия Уокера вызвали интерес в Сан-Франциско, где продавались облигации Республики Сонора, а в некоторых местах использовался флаг. Однако, республика страдала от нехватки припасов и недовольства местного населения, в конечном итоге мексиканское правительство вынудило Уокера отступить.
Республика Сонора была провозглашена 10 января 1854 года в форте Маккиббин и распущена 8 мая 1854 года, когда Уильям Уокер и его армия решили сдаться властям США.
Уокер оправдывал свои действия тем, что мексиканское правительство не уделяло необходимого внимания штатам северным землям, поэтому независимость от Мексики – это лучший выход, который позволит лучше управлять местными ресурсами. Впрочем, истинной его целью была аннексия этих земель Соединенными Штатами.

## История
Летом 1853 года американский авантюрист Уильям Уокер отправился в Гуаймас, чтобы получить от мексиканского правительства грант на создание колонии, которая служила бы укрепленной границей, защищающей территории США от набегов коренных американцев. Мексика отказала в предоставлении гранта, поэтому Уокер вернулся в Сан-Франциско, сохранив решимость создать колонию. Он начал вербовать американских сторонников рабства и идеи «явного предначертания», преимущественно из штатов Кентукки и Теннеси. Его изначальные планы по созданию буферной колонии переросли в планы по созданию независимой республики Сонора в составе Американского союза, тем более, что уже имела место быть республика Техас, ставшая частью союза. Уокер получал средства для своего проекта через продажу векселей, что можно было обналичить на землях Соноры.
15 октября 1854 года Уильям Уокер и 45 солдат отправились на захват Нижней Калифорнии и Соноры. Ему успешно удалось взять Ла-Пас, столицу малонаселенной Нижней Калифорнии и провозгласил на её территории независимое государство, президентское кресло занял Уокер, а вице-президентское – его партнер Генри Уоткинс. Затем Уокер подчинил занятые земли законами американского штата Луизиана, где на момент 1854 года рабство являлось законным. Опасаясь нападений со стороны Мексики, Уокер дважды менял своё местоположение в течение следующих трёх месяцев: сначала на Кабо-Сан-Лукас, а затем дальше на север, в Энсенаду, чтобы обеспечить более безопасную оперативную базу. Он так и не получил контроль над Сонорой, но три месяца спустя объявил Нижнюю Калифорнию частью более крупной Республики Сонора. 
Хотя земли Соноры не контролировались самопровозглашенным государством, Уильям Уокер предпринимал реальные попытки установления своей власти над ней. Он начал экспедицию с сотней человек, двумя пушками, несколькими вьючными мулами и сотней голов крупного рогатого скота. Его отряд подвергся воздействию враждебных индейцев Сьерры и дельты Колорадо, которые на пути к этому притоку и обратно к Тихоокеанскому побережью угоняли у него скот, который он вез в качестве провизии.
В начале мая 1854 года 32 члена экспедиции, которые все еще следовали за Уокером, после переговоров с капитаном Генри Стэнтоном Бертоном решили сдаться властям США и не представлять Мелендресу свою капитуляцию. Таким образом, 8 мая 1854 года, в день 30-летия Уокера, они сдались, в то время как с мексиканской стороны Мелендрес и его люди наблюдали за происходящим, положив конец Республике Сонора.
Действия Уокера вызвали большой интерес в Сан-Франциско, где были проданы облигации Республики Сонора, а в некоторых местах даже был поднят её флаг. Однако Уокер так и не смог воспользоваться популярностью своего проекта. Серьёзная нехватка припасов, сильная засушливость Нижней Калифорнии, недовольство среди его сторонников и быстрая реакция мексиканского правительства вынудили Уокера отступить.
Вернувшись в Калифорнию, Уокер предстал перед судом за ведение незаконной войны. Судья указал, что Уокер виновен в нарушении мирного договора, заключённого между Соединёнными Штатами и Мексикой после Американо-мексиканской войны (1846–1848 гг.). Однако суд проходил во времена поддержки идей «Явного предначертания», а его проект получил популярность в южных и западных штатах, что и обусловило его оправдание присяжными.